# بانیلا
بانیلا (انگلیسی: Banila) شرکت لوازم آرایشی کره‌ای است، که در سال ۲۰۰۵ تأسیس شد.